# Zelotes mundus
Zelotes mundus este o specie de păianjeni din genul Zelotes, familia Gnaphosidae. A fost descrisă pentru prima dată de Kulczynski, 1897. Conform Catalogue of Life specia Zelotes mundus nu are subspecii cunoscute.